# Provinces d'Iran
Les provinces d'Iran (en persan : استان, ostân), au nombre de 31, sont gouvernées depuis une ville centrale, généralement la plus grande ville de la province. Le gouverneur d'une province (en persan : استاندار, ostândâr) est nommé par le ministre de l'Intérieur.

## Organisation

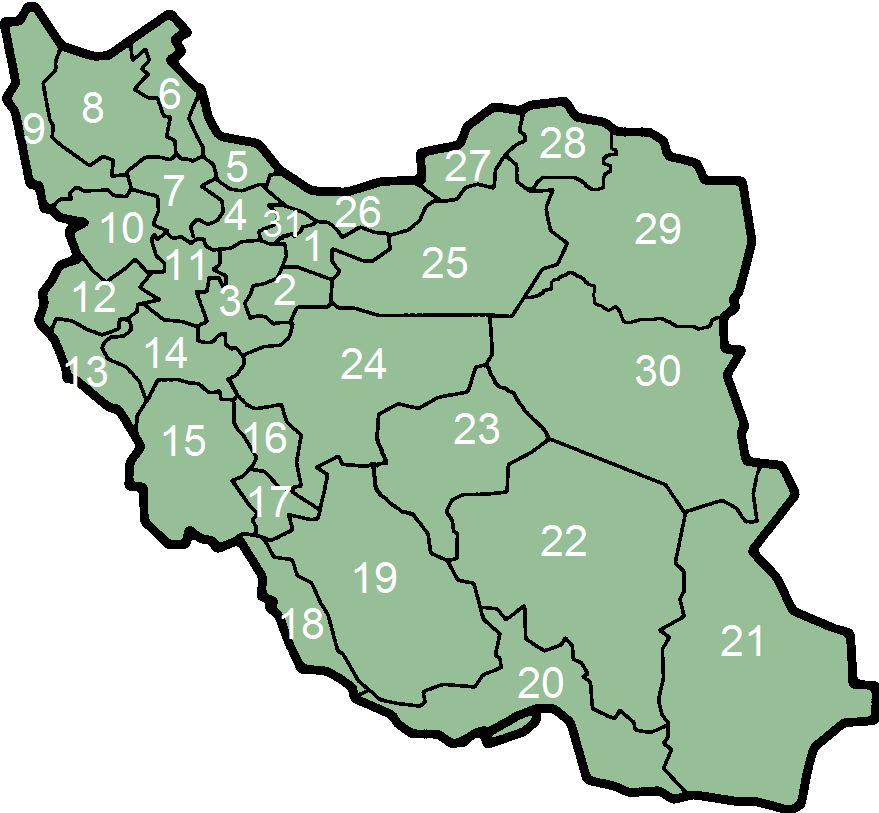

Chaque province (en persan : استان / ostân) est divisée en préfectures ou comtés (شهرستان / šahrestân), eux-mêmes divisés en districts ou bakhsh (بخش / baxš), qui regroupent une dizaine de villes (شهر / šahr). Les villes sont subdivisées en villages ou arrondissements (دهستان / dehestân), lesquels correspondent à la plus petite unité administrative.

## Description
La province de Téhéran (1 sur la carte) correspond à la capitale du pays et ses environs. De loin la plus peuplée avec plus de 12 millions d'habitants, elle est également la plus dense bien qu'une partie soit rurale. Son territoire comprend la vallée de Téhéran, encerclée par différentes formations montagneuses comme l'Elbourz au nord, les monts Namak au sud. Le climat est chaud et sec dans le sud de la province mais froid avec longs hivers dans les hauteurs. Cette province constitue le centre économique, politique et culturel de l'Iran. À l'ouest de Téhéran, l'Alborz (31), la plus petite en superficie et la deuxième plus dense après Téhéran, est organisée autour de Karadj, quatrième plus grande ville d'Iran, et est essentiellement urbaine. Au sud de la capitale, la province de Qom (2), au climat semi-désertique, abrite l'un ces principaux centres religieux chiites. Au sud-ouest de Téhéran, la province de Markazi (3), qui n'a plus que le tiers de son territoire initial, se trouve en zone montagneuse et son climat est continental froid et sec. La province de Qazvin (4), à l'ouest de l'Alborz, se développe autour de l'ancienne capitale de l'Empire perse et compte une grande richesse archéologique et architecturale. Avec 12 % des terres cultivées en Iran, l'horticulture y est bien développée. Sa situation sur les réseaux de transport entre Téhéran et Tabriz ont permis son développement industriel, notamment le textile, le cuir et la production d'électricité.

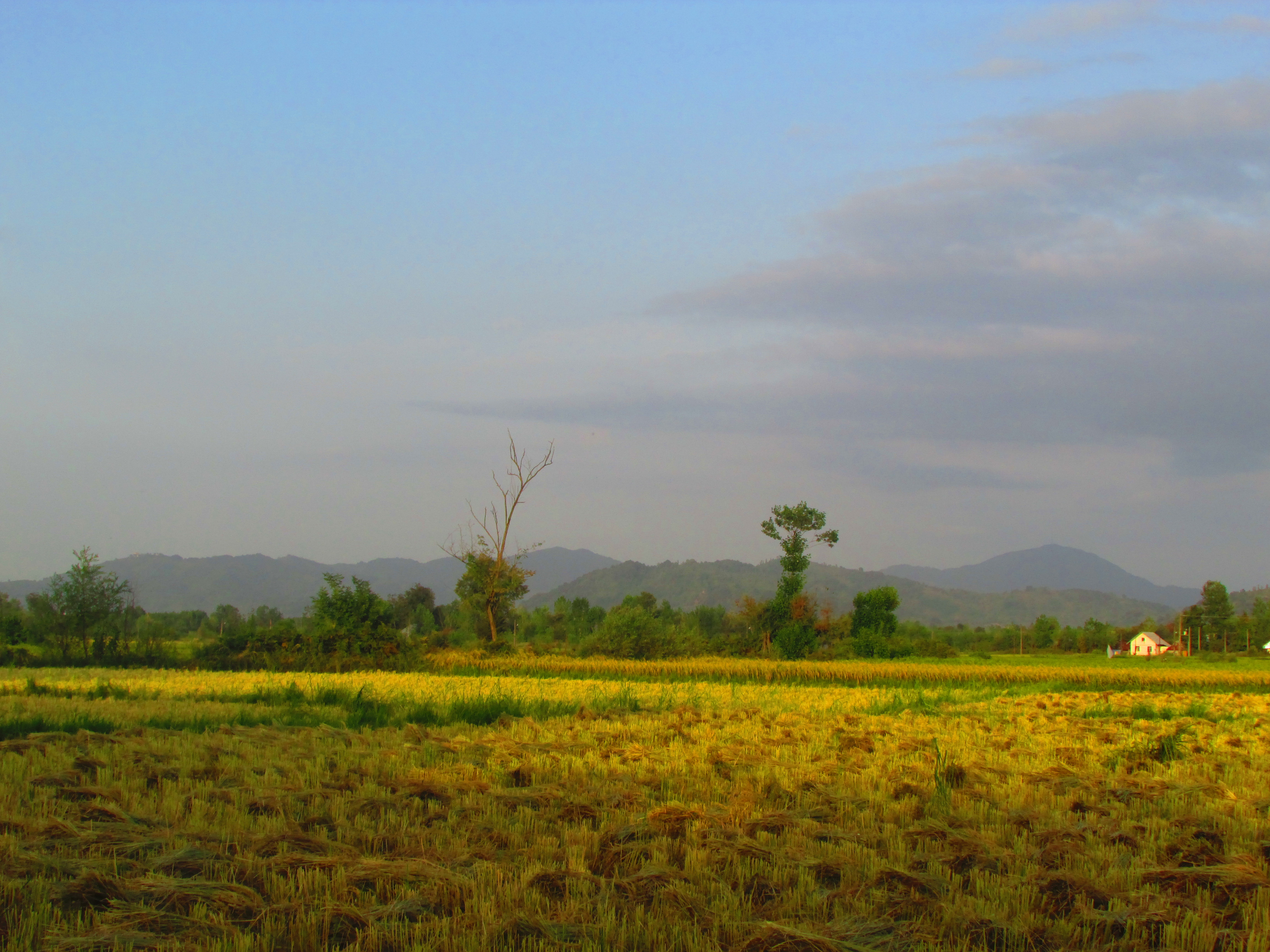
Culture du riz, Guilan.

La province de Semnan (25), située à l'est de Téhéran, est moitié en montagne moitié en plaine et limitrophe du désert du Dacht-e Kavir. C'est la province la moins densément peuplée. Le Golestan (27), situé au nord sur la côte caspienne dans la partie est de l'Elbourz et en plaine avec climat tempéré, compte une minorité turkmène. Le Mazandaran (26) s'étend sur la côte sud de la mer Caspienne au nord de Téhéran. Son paysage comprend la plaine agricole riveraine et les hauteurs de l'Elbourz, dont le Damavand, plus haut sommet d'Iran. Sa population de plus de 3 000 000 habitants parle mazandarani. L'agriculture, la pêche, le textile, le ciment et le tourisme forment la base de son économie. Le Guilan (5), situé sur la côte sud-ouest de la mer Caspienne, compte près de 2 500 000 habitants majoritairement de langue guilaki, compte une forte activité agricole, parce que situé dans la plaine côtière, et commerciale, de sa par sa position entre Téhéran et l'outre-Caucase et ses ports sur la Caspienne. Un important séisme y est survenu en 1990.

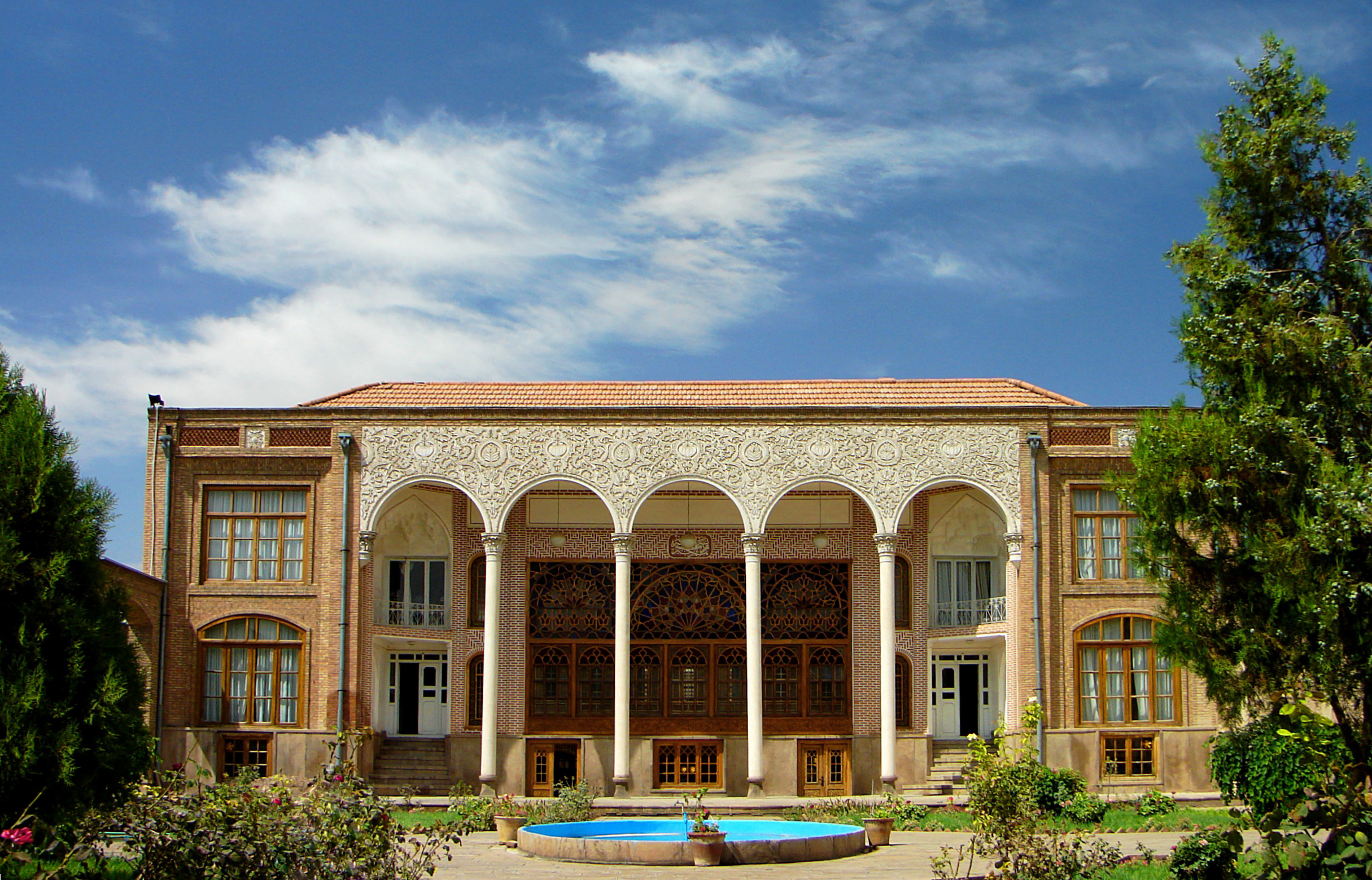
Université d'Art islamique de Tabriz

L'Azerbaïdjan iranien, principalement de langue azérie, compte quatre provinces. L'Ardabil (6), situé dans la plaine côtière de la Caspienne et dans les monts Savalan, connaît un climat rigoureux. La province de Zandjan (7) est réputée pour sa culture du raisin, son industrie manufacturière, notamment la coutellerie, et son artisanat. L'Azerbaïdjan oriental (8) et sa capitale, Tabriz, compte une activité industrielle et culturelle importante. Cette province de plus de 3 700 000 habitants est reconnue pour sa cuisine et son artisanat, notamment les tapis de Tabriz. L'Azerbaïdjan occidental (9) s'insère entre la Turquie, l'Irak et le lac d'Ourmia. Sa population de plus de 3 000 000 habitants, se partage entre les Azéris, surtout dans les plaines du nord et de l'est, les Kurdes sur les hauteurs à l'ouest et au sud, et les Assyriens et Chaldéens.

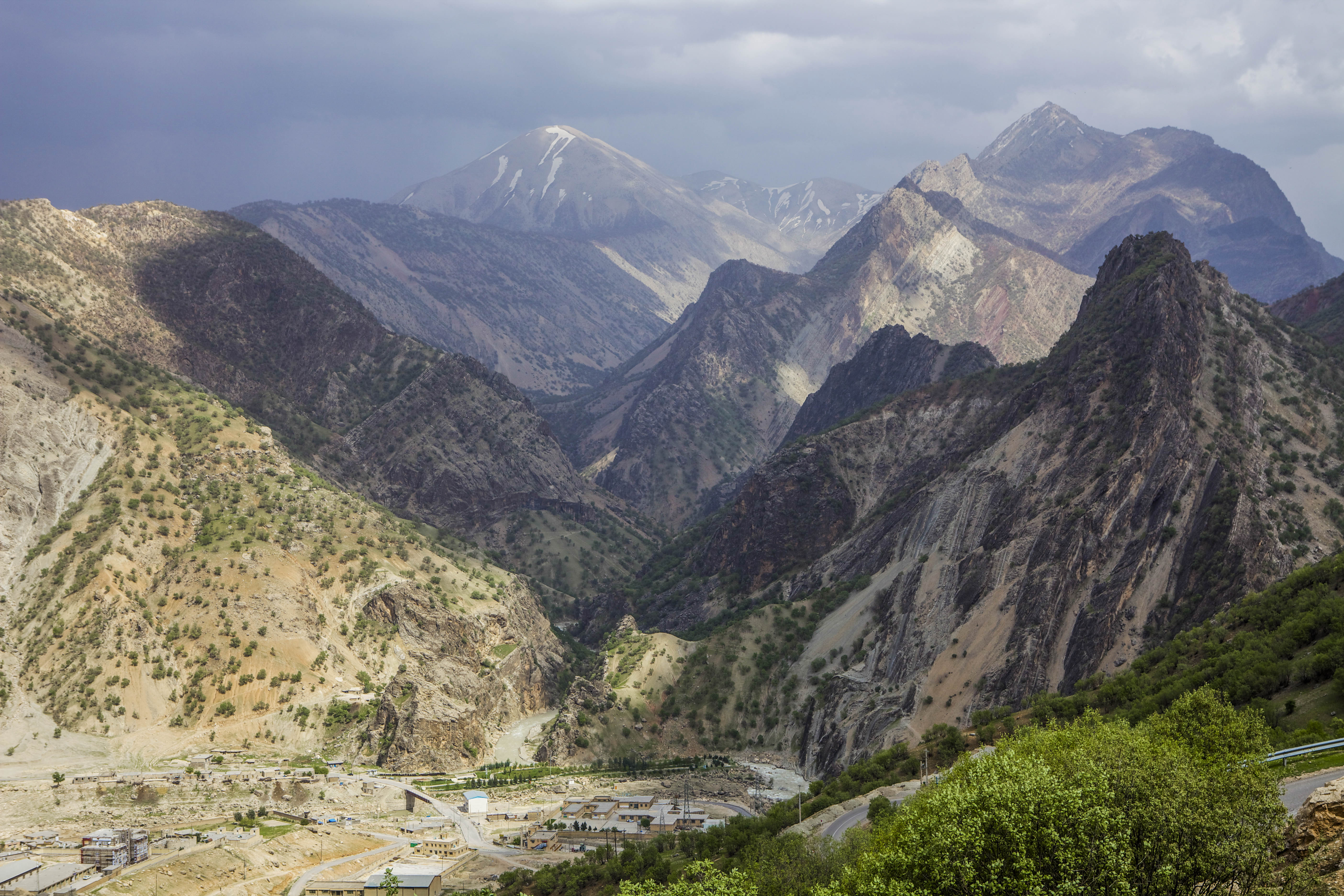
Ochtorankouh (Lorestan).

Au sud de la région azerbaïdjanaise et à l'ouest de Téhéran se trouvent le Kurdistan iranien et le territoire lors, lesquels regroupent huit provinces. La Province iranienne du Kurdistan (10), près de la frontière irakienne et immédiatement au sud de l'Azerbaïdjan iranien, couvre un relief très accidenté où vivent plus de 1 500 000 habitants majoritairement kurdes parlant le dialecte sorani. L'économie s'appuie sur l'agriculture, l'élevage, l'industrie alimentaire, chimique et métallique. Le Hamadan (11), au centre-ouest en zone montagneuse avec étés chauds et hivers froids, se trouve au cœur de l'ancien empire mède. À la rencontre géographique des principales aires ethnolinguistiques, sa population se compose de Perses, d'Azéris, de Kurdes et de Loris. Le Kermanchah (12) se trouve également en montagne avec un climat plutôt tempéré, à la frontière avec l'Irak. Sa population d'environ 2 000 000 habitants, est à majorité kurde. La province est renommée pour ses tapis. L'Ilam (13), province montagneuse du Zagros dans la zone la plus chaude d'Iran également à la frontière irakienne, peuplée de Kurdes et de Loris, est la moins populeuse du pays. La guerre Iran-Irak a entravé son développement mais la mise en valeur de son potentiel pétrolier et touristique s'est amorcée. Le Lorestan (14), également dans le Zagros avec des vallées bien arrosées, abrite une population de près de 1 800 000 habitants, majoritairement de langue et de culture lories. Le Khousistan (15), situé au sud-est sur les rives du golfe Persique, compte plus de 4 500 000 habitants dont une grande partie est arabophone. Son territoire renferme les plus importantes ressources pétrolières et gazières d'Iran et la province est ainsi la troisième plus importante selon le produit intérieur brut.

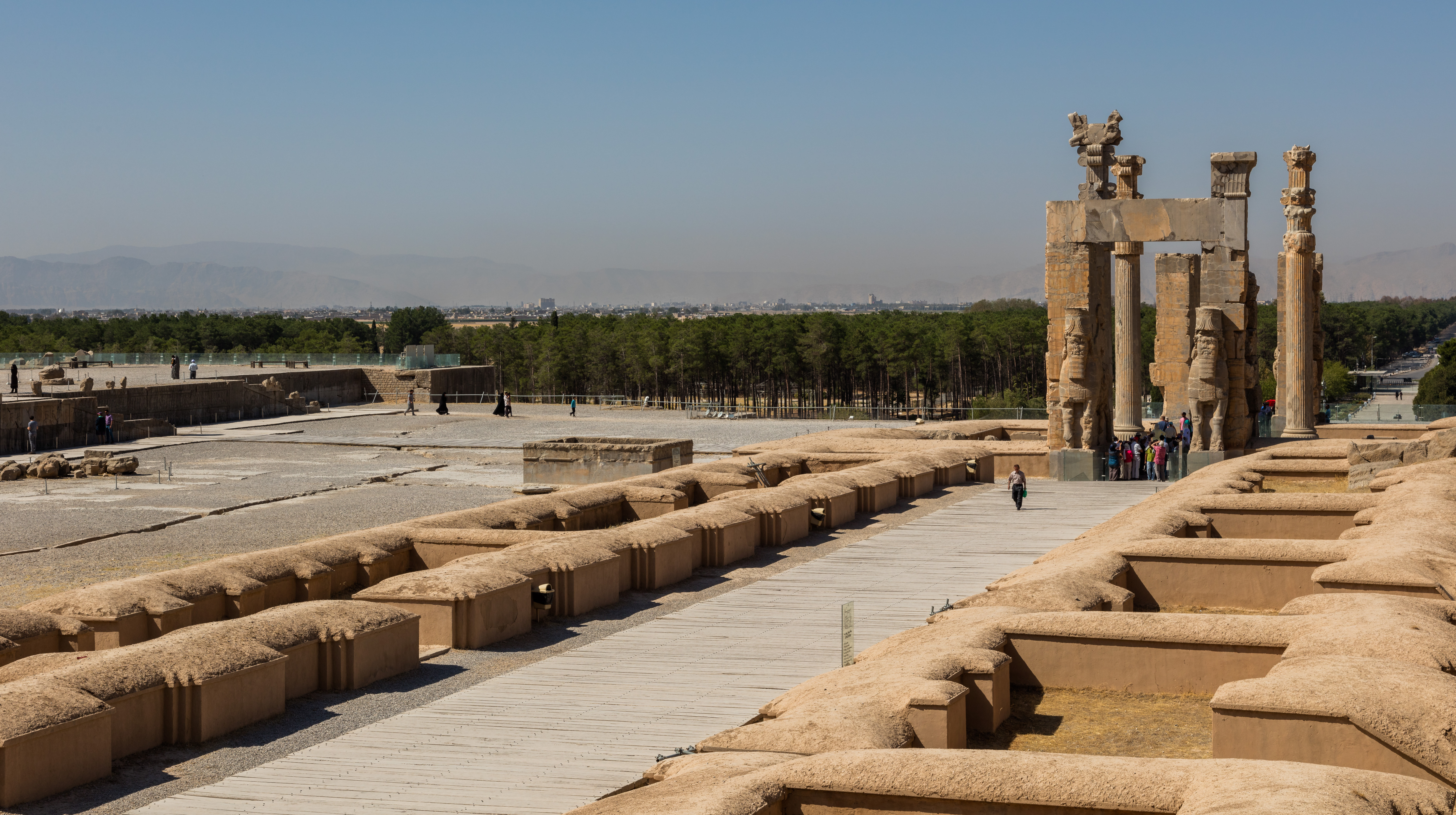
Persépolis (Fars)

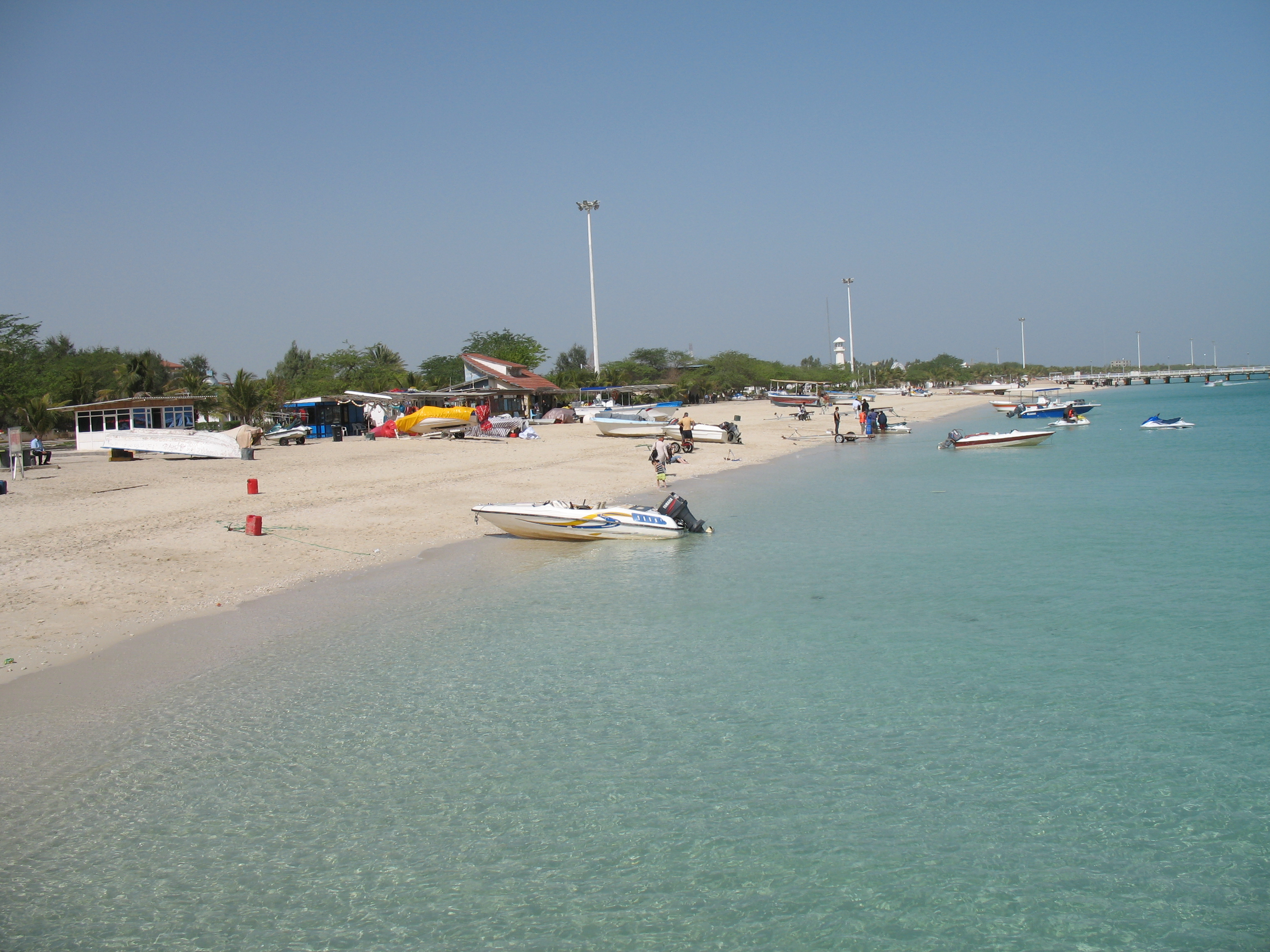
Île de Kich (Hormozgan)

La province d'Ispahan (24), troisième plus peuplée d'Iran (4 900 000 habitants), se trouve au centre du pays. Elle jouit d'un climat continental modéré et sec, avec quatre saisons distinctes. Le Chaharmahaal et Bakhtiari (16), situé à l'intérieur au centre-sud de l'Iran et comptant un peu moins de 900 000 habitants, principalement Bakhtiaris et Kachkaïs, est largement agricole. Le Kohgiluyeh et Buyer Ahmad (17) est une petite province de moins de 700 000 habitants sise dans la haute partie du Zagros près du golfe Persique. Sa population parle principalement lori. Le Fars (19), terre d'origine des Persans, se situe sur les plateaux et les Zagros du sud. Riche de vestiges antiques, notamment à Persépolis et Pasargades, cette province est l'une des plus peuplées avec environ 4 600 000 habitants. Son économie est diversifiée avec des secteurs agricoles, artisanaux, pétroliers et touristiques importants. La province de Bouchehr (18), qui s'allonge sur la côte du golfe Persique, également l'une des moins peuplées avec environ 1 000 000 habitants. L'industrie pétrolière et l'activité portuaire y sont particulièrement importantes. L'Hormozgan (20) comprend les îles du golfe Persique dont Qechm, Lavan, Kich, Larak, Hormoz, Hengam, Forur, Sirri, de même qu'Abu Moussa, administrée conjointement par l'Iran et les Émirats arabes unis.

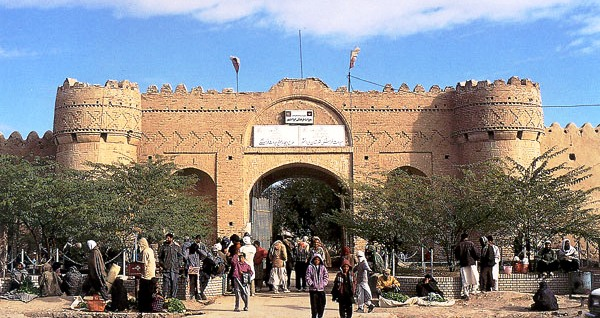
Gahl'eh Nasseri, Iranchahr (Sistan-et-Baloutchistan)

Le Sistan-et-Baloutchistan (21), situé à l'extrême sud-est à la frontière avec le Pakistan et plus grande province en superficie, connaît un climat semi-désertique et côtier chaud. Sa population, de plus de 2 500 000 habitants à majorité baloutche, mène une vie traditionnelle et compte parmi les plus pauvres d'Iran. Le Kerman (22), seconde plus grande province en superficie, couvre un territoire montagneux au sud-est et compte une population de près de 3 000 000 habitants. Site de la civilisation de Jiroft, il est connu pour son industrie automobile. La province de Yazd (23) est située au centre du pays entre les déserts du Dacht-e Kavir au nord et du Dacht-e Lout au sud. De par sa géographie, elle est une terre d'asile protégée des envahisseurs successifs et a préservé son architecture traditionnelle. Sa population d'un peu plus de 1 000 000 habitants est majoritairement persane avec une communauté zoroastrienne importante. Le Khorassan méridional (30), nouvelle province parmi les moins peuplées et les moins denses, s'étend à l'est en zone montagneuse près de la frontière avec l'Afghanistan. Le Khorassan-e Razavi (29), au nord-est du pays, dont la capitale est Mashhad, est la deuxième province la plus peuplée avec près de 6 000 000 habitants. Sa population se compose de plusieurs groupes ethniques dont les Perses, les Turcs du Khorassan, les Turkmènes, les Arabes et les réfugiés afghans. Le Khorassan septentrional (28), limitrophe du Turkménistan, compte une population de moins de 900 000 habitants.

## Histoire
La structure administrative de l’Iran change périodiquement. Au début du XXe siècle, l'Iran compte douze provinces. Ces provinces sont l'Ardelan, l'Azerbaïdjan, le Baloutchistan, le Farsistan, le Guilan, l'Irakajemi, le Khorassan, le Khoristan, le Kerman, le Laristan, le Lorestan et le Mazandaran,. Jusque vers 1940, il y aurait eu 18 provinces : Azerbaïdjan, Arabistan, Astrabad, Fars, Guilan, Hamadan, Irak-Ajemi, Ispahan, Qazvin, Kerman, Kermanshah, Khorassan, Kouhistan, Kurdistan, Luristan, Mazandaran, Téhéran, Yezd et Zenjan. Dans les années 1940, le nombre de provinces passe à 20. L'Arabistan devient le Khouzistan, la province d'Astrabad est renommée Gorgan, les provinces d'Irak-Ajemi, du Kouhistan, du Kurdistan et de Zenjan sont remplacées par celles d'Ardelan, du Kachar, du Khamse, du Laristan et de Samnan-Damgham.

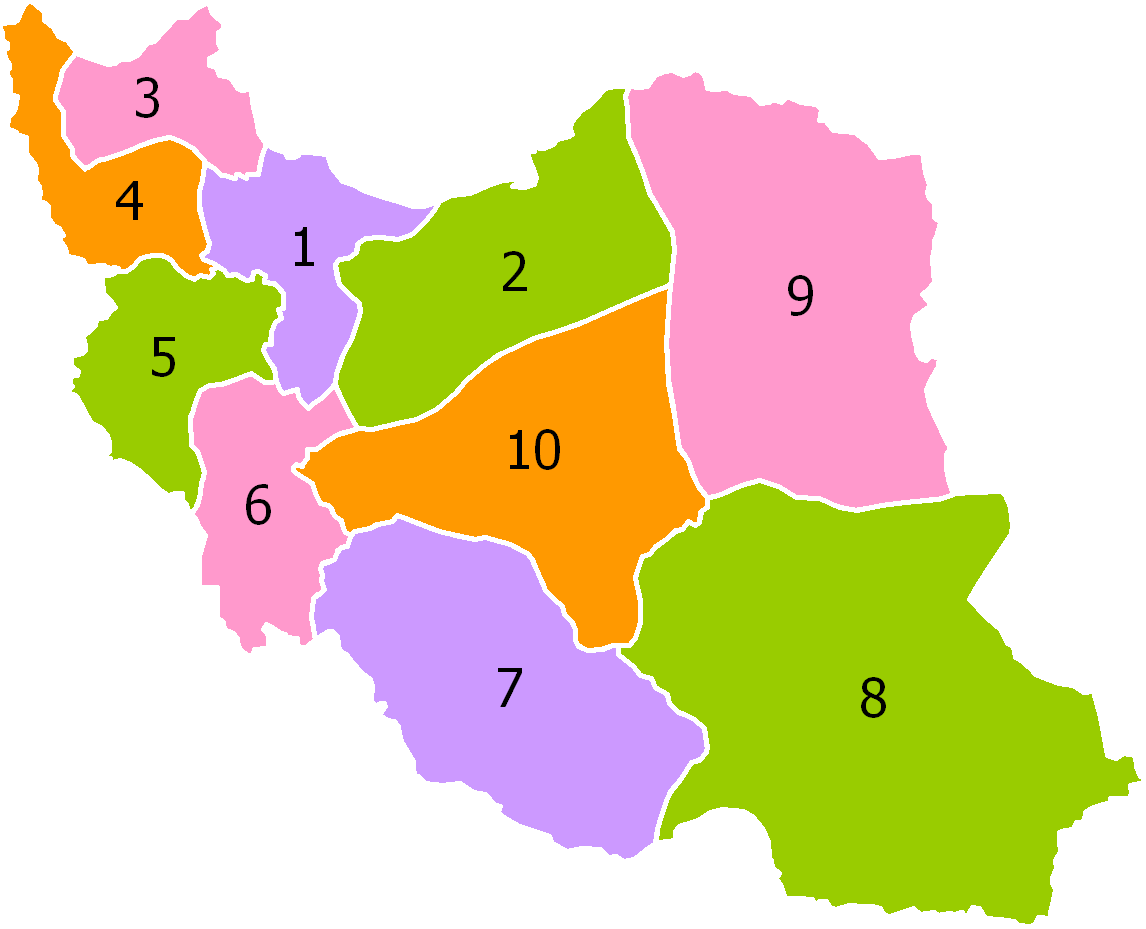
10 anciennes provinces d'Iran (1950)

En 1950, la division territoriale est réorganisée en dix provinces qui sont le Guilan (1 sur la carte), Mazandaran (Téhéran) (2), l'Azerbaïdjan oriental (3), l'Azerbaïdjan occidental (4), le Kermanshahan (5), le Khouzistan (6), le Fars (7), le Kerman (8), le Khorassan (9) et Ispahan (10),. Outre ces provinces, certains territoires provinciaux sont identifiés comme le Kurdistan, le Baloutchistan et la province Centrale (Téhéran). Plusieurs gouvernorats dépendent alors de provinces mais obtiennent au fil des années le statut de province. Ainsi, le gouvernorat de Bakhtiari, dépendant d'Ispahan, devient la province de Chaharmahaal et Bakhtiari et celui de Yazd, également sous la province d'ispahan, devient une province. Khalij-e Fars (golfe Persique) est séparé de la province de Fars; le gouvernorat des Ports-et-Îles-de-la-Mer-d'Oman est séparé du Kerman; la province iranienne du Kurdistan et Zanjan sont formées à partir du Guilan; les gouvernorats de Hamedan et d'Ilam deviennent des provinces autonomes par rapport au Kermanshahan; les provinces du Bovir Ahmadi et Kohkiluyeh et du Lorestan sont formées à partir du Khouzistan; les gouvernorats de Markazi et Semnan deviennent des provinces distinctes du Mazandaran. Dans les années 1970, les anciens gouvernorats de Khalij-e Fars et des Ports-et-Îles-de-la-Mer-d'Oman sont unifiés dans une seule province. En 1977, le Khalij-e Fars redevient une province sous le nom de Bouchehr alors que les Ports-et-Îles-de-la-Mer-d'Oman deviennent la province de Hormozgan.
En 1986, la province de Markazi est séparée : la nouvelle province de Markazi est réduite à la partie sud-ouest, la province de Téhéran est créée et des portions de territoire sont transférées aux provinces d'Ispahan, de Semnan et de Zanjan. La même année, une partie du territoire du Kerman est annexée à la province de Yazd et le Baloutchistan-et-Sistan est renommé le Sistan-et-Baloutchistan. Les provinces iraniennes sont au nombre de 24. Vers 1986 et jusque vers 1995, le Kermanshah et sa capitale Kermanshah se nomment Bakhtaran puis, entre 1995 et 2001, Kermanshahan. En 1990, le Bovir Ahmadi et Kohkiluyeh est renommé Kohgiluyeh-et-Buyer Ahmad. En 1993, la province d'Ardabil est instituée par détachement de l'Azerbaïdjan oriental. En 1995, la nouvelle province de Qom est créée par détachement de la province de Téhéran. En 1996, la Qazvin est formée à partir de deux comtés de la province de Zanjan. L'année suivante, la province du Golestan est constituée par détachement du Mazandaran. En 2001, le Kohkiluyeh et Buyer Ahmadi est désormais nommé Kohgiluyeh et Buyer Ahmad. En 2002, le comté de Tabas est détaché du Khorassan et annexée à la province de Yazd. En 2004, la province du Khorassan est divisée en trois provinces : Khorasan septentrional, Khorasan méridional et Khorassan-e Razavi. En 2007, le comté de Ferdows est transféré du Khorassan-e Razavi au Khorassan du Sud. En 2010, la région de Karaj est détachée de la province de Téhéran pour former la province d'Alborz. En 2012, le gouvernement songe à créer une province des îles du golfe Persique en segmentant l'Hormozgan.

## Données
Superficie et population des provinces d'Iran,
| No | Province                     | Superficie terrestre (km2) | Population (2011) | Densité (hab./km2) | Capitale     |
| -- | ---------------------------- | -------------------------- | ----------------- | ------------------ | ------------ |
| 1  | Téhéran                      | 13 692                     | 12 183 391        | 889,8              | Téhéran      |
| 2  | Qom                          | 11 526                     | 1 151 672         | 99,9               | Qom          |
| 3  | Markazi                      | 29 127                     | 1 413 599         | 48,5               | Arak         |
| 4  | Qazvin                       | 15 567                     | 1 201 565         | 77,2               | Qazvin       |
| 5  | Guilan                       | 14 042                     | 2 480 974         | 176,7              | Racht        |
| 6  | Ardabil                      | 17 800                     | 1 248 488         | 70,1               | Ardabil      |
| 7  | Zandjan                      | 21 773                     | 1 015 734         | 46,7               | Zandjan      |
| 8  | Azerbaïdjan oriental         | 45 651                     | 3 724 620         | 81,6               | Tabriz       |
| 9  | Azerbaïdjan occidental       | 37 411                     | 3 080 576         | 82,3               | Ourmia       |
| 10 | Kurdistan                    | 29 137                     | 1 493 645         | 51,3               | Sanandadj    |
| 11 | Hamedan                      | 19 368                     | 1 758 183         | 90,8               | Hamedan      |
| 12 | Kermanchah                   | 25 009                     | 1 945 227         | 77,8               | Kermanchah   |
| 13 | Ilam                         | 20 133                     | 557 599           | 27,7               | Ilam         |
| 14 | Lorestan                     | 28 294                     | 1 754 243         | 62,0               | Khorramabad  |
| 15 | Khouzistan                   | 64 005                     | 4 531 720         | 70,7               | Ahvaz        |
| 16 | Tchaharmahal-et-Bakhtiari    | 16 328                     | 895 263           | 54,8               | Chahr-e Kord |
| 17 | Kohguilouyeh-et-Bouyer-Ahmad | 15 504                     | 658 629           | 42,5               | Yassoudj     |
| 18 | Bouchehr                     | 22 743                     | 1 032 949         | 45,4               | Bouchehr     |
| 19 | Fars                         | 122 608                    | 4 596 658         | 37,5               | Chiraz       |
| 20 | Hormozgan                    | 70 697                     | 1 578 183         | 22,3               | Bandar Abbas |
| 21 | Sistan-et-Baloutchistan      | 181 785                    | 2 534 327         | 13,9               | Zahedan      |
| 22 | Kerman                       | 180 726                    | 2 938 988         | 16,3               | Kerman       |
| 23 | Yazd                         | 129 285                    | 1 074 428         | 8,3                | Yazd         |
| 24 | Ispahan                      | 107 018                    | 4 879 312         | 45,6               | Ispahan      |
| 25 | Semnan                       | 97 491                     | 631 218           | 6,5                | Semnan       |
| 26 | Mazandéran                   | 23 842                     | 3 073 943         | 77,2               | Sari         |
| 27 | Golestan                     | 20 367                     | 1 777 014         | 87,2               | Gorgan       |
| 28 | Khorassan septentrional      | 28 434                     | 867 727           | 30,5               | Bodjnourd    |
| 29 | Khorassan-e Razavi           | 118 851                    | 5 994 402         | 50,4               | Machhad      |
| 30 | Khorassan méridional         | 95 385                     | 662 534           | 6,9                | Birdjand     |
| 31 | Alborz                       | 5 122                      | 2 412 513         | 471,0              | Karadj       |
|    | Iran                         | 1 600 427                  | 75 149 669        | 47,0               | Téhéran      |

Les numéros réfèrent à la localisation de chaque province sur la carte.
Population des provinces d'Iran, 1956-2011
| Province                     | 1956       | 1961       | 1966       | 1971       | 1976       | 1986       | 1991       | 1996        | 2006       | 2011        |
| ---------------------------- | ---------- | ---------- | ---------- | ---------- | ---------- | ---------- | ---------- | ----------- | ---------- | ----------- |
| Markazi                      | 3 264 140  | 3 264 100  | 4 979 081  | 5 865 000  | 6 421 540  | 1 082 109* | 1 182 611  | 1 228 812   | 1 351 257  | 1 413 959   |
| Téhéran                      | ...        | ...        | ...        | ...        | ...        | 8 712 087  | 9 982 309  | 10 343 965* | 13 422 366 | 12 183 391* |
| Alborz                       | ...        | ...        | ...        | ...        | ...        | ...        | ...        | ...         | ...        | 2 412 513   |
| Qom                          | ...        | ...        | ...        | ...        | ...        | ...        | ...        | 853 044     | 1 046 737  | 1 151 672   |
| Semnan                       | 177 239    | 177 200    | 207 786    | 207 786    | 213 000    | 417 035    | 458 125    | 501 447     | 589 742    | 631 218     |
| Mazandéran                   | 1 188 316  | 1 365 600  | 1 841 637  | 2 007 000  | 2 387 171  | 3 419 346  | 3 793 149  | 4 028 296   | 2 922 432* | 3 073 943   |
| Golestan                     | ...        | ...        | ...        | ...        | ...        | ...        | ...        | ...         | 1 617 087  | 1 777 014   |
| Guilan                       | 1 422 407  | 1 422 400  | 1 752 504  | 1 459 000* | 1 581 872  | 2 081 037  | 2 204 047  | 2 241 896   | 2 404 861  | 2 480 874   |
| Zandjan                      | ...        | ...        | ...        | 499 000    | 1 117 157  | 1 588 600  | 1 776 133  | 1 869 147   | 964 601*   | 1 015 734   |
| Qazvin                       | ...        | ...        | ...        | ...        | ...        | ...        | ...        | ...         | 1 143 200  | 1 201 565   |
| Azerbaïdjan oriental         | 2 112 134  | 2 012 100  | 2 596 439  | 2 838 000  | 3 197 685  | 4 114 084  | 4 420 343  | 3 325 540*  | 3 603 456  | 3 724 620   |
| Ardabil                      | ...        | ...        | ...        | ...        | ...        | ...        | ...        | 1 168 011   | 1 228 155  | 1 248 488   |
| Azerbaïdjan occidental       | 719 023    | 719 000    | 1 087 182  | 1 214 000  | 1 407 604  | 1 971 677  | 2 284 208  | 2 496 320   | 2 873 459  | 3 080 576   |
| Kurdistan                    | 490 244    | 490 200    | 619 573    | 682 000    | 782 440    | 1 078 415  | 1 233 480  | 1 346 383   | 1 440 156  | 1 493 645   |
| Hamadan                      | 730 365    | 730 400    | 889 888    | 937 000    | 1 088 024  | 1 505 826  | 1 651 320  | 1 677 957   | 1 703 267  | 1 758 183   |
| Kermanchah                   | 708 242    | 1 438 600* | 776 409    | 917 000    | 1 030 714  | 1 462 965  | 1 662 159  | 1 778 596   | 1 879 385  | 1 945 227   |
| Ilam                         | ...        | ...        | 148 307    | 167 000    | 246 024    | 382 091    | 440 693    | 487 886     | 545 787    | 557 599     |
| Lorestan                     | 564 987    | 565 000    | 686 307    | 775 000    | 933 939    | 1 367 029  | 1 501 778  | 1 584 434   | 4 274 979  | 4 531 720   |
| Khouzistan                   | 1 290 175  | 1 855 200  | 1 578 079* | 1 901 000  | 2 187 118  | 2 681 978  | 3 175 852  | 3 746 772   | 1 716 527  | 1 754 243   |
| Kohguilouyeh-et-Bouyer-Ahmad | ...        | ...        | 161 219    | 175 000    | 244 370    | 411 828    | 496 739    | 544 356     | 634 299    | 658 629     |
| Tchaharmahal-et-Bakhtiari    | 340 612    | 340 600    | 298 448    | 359 000    | 394 357    | 631 179    | 747 297    | 761 168     | 857 910    | 895 263     |
| Bouchehr                     | 188 063    | 188 100    | 598 331*   | 633 000    | 347 863*   | 612 183    | 694 252    | 743 675     | 866 267    | 1 032 949   |
| Hormozgan                    | 240 289    | 240 300    | ...        | ...        | 462 440    | 762 206    | 924 433    | 1 062 155   | 1 403 674  | 1 578 183   |
| Fars                         | 1 107 619  | 1 295 700  | 1 439 804  | 1 617 000  | 2 035 582  | 3 193 769  | 3 543 828  | 3 817 036   | 4 336 878  | 4 596 658   |
| Ispahan                      | 1 342 169  | 1 682 800  | 1 703 701  | 1 750 000* | 2 176 694  | 3 294 916  | 3 682 444  | 3 923 255   | 4 559 256  | 4 879 312   |
| Yazd                         | ...        | ...        | ...        | 304 000    | 356 849    | 574 028    | 691 119    | 810 401     | 990 818    | 1 074 028   |
| Kerman                       | 616 705    | 616 700    | 761 851    | 824 000    | 1 091 148  | 1 622 958  | 1 862 542  | 2 004 328   | 2 652 413  | 2 938 988   |
| Sistan-et-Baloutchistan      | 428 363    | 428 400    | 454 966    | 443 000    | 664 292    | 1 197 059  | 1 455 102  | 1 722 579   | 2 405 742  | 2 534 327   |
| Khorassan-e Razavi           | 2 023 612  | 2 023 600  | 2 497 381  | 2 669 000  | 3 264 398  | 5 280 605  | 6 013 200  | 5 988 029   | 5 593 079* | 5 994 402   |
| Khorassan septentrional      | ...        | ...        | ...        | ...        | ...        | ...        | ...        | ...         | 811 572    | 867 727     |
| Khorassan méridional         | ...        | ...        | ...        | ...        | ...        | ...        | ...        | ...         | 636 420    | 662 534     |
| Iran                         | 18 954 704 | 20 856 000 | 25 078 893 | 28 248 000 | 33 708 744 | 49 445 010 | 55 837 163 | 60 055 468  | 70 495 782 | 75 149 669  |

Codes des provinces d'Iran
| Province                     | Année de création | Nb préfectures | HASC | ISO | IRNIC | GEC |
| ---------------------------- | ----------------- | -------------- | ---- | --- | ----- | --- |
| Alborz                       | 2010              | .              | AL   | 32  |       | 44  |
| Ardabil                      | 1993              | .              | AR   | 03  | ar    | 32  |
| Azerbaïdjan occidental       | 1950              | .              | WA   | 02  | ag    | 01  |
| Azerbaïdjan oriental         | 1950              | .              | EA   | 01  | as    | 33  |
| Bouchehr                     | 1977              | .              | BS   | 06  | bu    | 22  |
| Tchaharmahal-et-Bakhtiari    | .                 | .              | CM   | 08  | cb    | 03  |
| Fars                         | 1950              | .              | FA   | 14  | fr    | 07  |
| Guilan                       | 1950              | .              | GI   | 19  | gl    | 08  |
| Golestan                     | .                 | .              | GO   | 27  | gs    | 37  |
| Hamadan                      | .                 | .              | HD   | 24  | hm    | 37  |
| Hormozgan                    | 1977              | .              | HG   | 23  | hr    | 11  |
| Ilam                         | .                 | .              | IL   | 05  | il    | 10  |
| Ispahan                      | 1950              | .              | ES   | 04  | es    | 09  |
| Kerman                       | 1950              | .              | KE   | 15  | kr    | 29  |
| Kermanchah                   | 1950              | .              | BK   | 17  | ks    | 13  |
| Khorassan septentrional      | 2004              | .              | KS   | 31  | xl    | 43  |
| Khorassan méridional         | 2004              | .              | KJ   | 29  | xj    | 41  |
| Khorassan-e Razavi           | 2004              | .              | KV   | 30  | xr    | 42  |
| Khouzistan                   | 1950              | .              | KZ   | 10  | xz    | 15  |
| Kohguilouyeh-et-Bouyer-Ahmad | .                 | .              | KB   | 18  | kb    | 05  |
| Kurdistan                    | .                 | .              | KD   | 16  | kd    | 16  |
| Lorestan                     | .                 | .              | LO   | 20  | lr    | 23  |
| Markazi                      | 1986              | .              | MK   | 22  | mr    | 34  |
| Mazandéran                   | 1950              | .              | MN   | 21  | mz    | 35  |
| Qazvin                       | .                 | .              | QZ   | 28  | qz    | 38  |
| Qom                          | 1995              | .              | QM   | 26  | qm    | 39  |
| Semnan                       | .                 | .              | SM   | 12  | sm    | 25  |
| Sistan-et-Baloutchistan      | .                 | .              | SB   | 13  | sb    | 04  |
| Téhéran                      | 1986              | .              | TE   | 07  | th    | 26  |
| Yazd                         | .                 | .              | YA   | 25  | yz    | 40  |
| Zandjan                      | .                 | .              | ZA   | 11  | zn    | 36  |